# Pomatoschistus
Pomatoschistus là một chi của Họ Cá bống trắng.

## Các loài
Chi này hiện hành có các loài sau đây được ghi nhận:
- Pomatoschistus bathi P. J. Miller, 1982
- Pomatoschistus canestrinii (A. P. Ninni, 1883): Nó được tìm thấy ở Albania, Croatia, Italy, và Montenegro.
- Pomatoschistus knerii (Steindachner, 1861)
- Pomatoschistus lozanoi (F. de Buen, 1923)
- Pomatoschistus marmoratus (A. Risso, 1810)
- Pomatoschistus microps (Krøyer, 1838)
- Pomatoschistus minutus (Pallas, 1770)
- Pomatoschistus montenegrensis P. J. Miller & Šanda, 2008
- Pomatoschistus norvegicus (Collett, 1902)
- Pomatoschistus pictus (Malm, 1865)
- Pomatoschistus quagga (Heckel, 1837)
- Pomatoschistus tortonesei P. J. Miller, 1969